# Sadaharu Ō
Sadaharu Ō, Sadaharu Oh (jap. 王貞治 Ō Sadaharu; ur. 20 maja 1940 roku w Tokio) – japoński (posiadający też obywatelstwo tajwańskie) baseballista, grający na pozycji pierwszobazowego. Rekordzista świata w liczbie uzyskanych home runów (868).
W latach 1959–80 występował w NPB, broniąc barw Yomiuri Giants, z którymi wywalczył jedenastokrotnie mistrzostwo ligi. Uznano go 9 razy najlepszym graczem Central League, co w 2014 roku nadal pozostaje rekordem rozgrywek (drugi gracz na liście ma 5 wyróżnień).
Po zakończeniu czynnego uprawiania sportu był menadżerem Giants (lata 1981-88) oraz Fukuoka Daiei Hawks i Fukuoka SoftBank Hawks (1995-2008). W 2006 roku podczas World Baseball Classic prowadził reprezentację Japonii, z którą wywalczył złoty medal.
W 1994 roku przyjęto go do Japońskiej Baseballowej Galerii Sławy.